# (162) Лаврентия
(162) Лаврентия (фр. Laurentia) — довольно большой астероид главного пояса, с очень малым альбедо поверхности. Он был открыт 21 апреля 1876 года французскими астрономами Полем и Проспером Анри и назван в честь другого французского астронома-любителя  Джозефа Лорана, открывшего астероид (51) Ним.

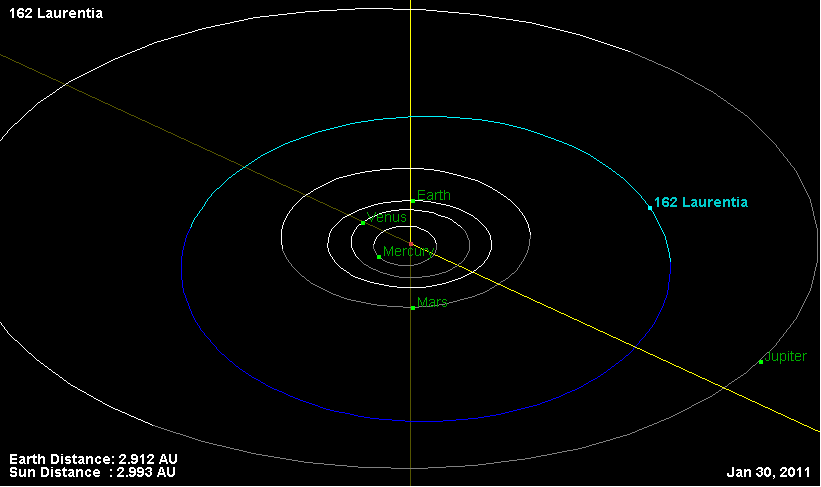
Орбита астероида Лаврентия и его положение в Солнечной системе

Покрытие звёзд этим астероидом наблюдалось 21 ноября 1999 года в Канаде.